# An Ideal Husband (1999)
An Ideal Husband (bra: O Marido Ideal; prt: Um Marido Ideal) é um filme britano-estadunidense de 1999, do gênero comédia romântica, dirigido por Oliver Parker, com roteiro do próprio diretor baseado na peça teatral homônima de Oscar Wilde.

## Sinopse
Robert Chiltern (Jeremy Northam) é um político em ascensão na Inglaterra que tem sua reputação ameaçada quando uma mulher chamada Cheveley (Julianne Moore) o chantageia com uma carta do passado.

## Elenco
- Cate Blanchett ... sra. Gertrude Chiltern
- Minnie Driver ... 	srta. Mabel Chiltern
- Rupert Everett ... Arthur Goring
- Julianne Moore ... sra. Laura Cheveley
- Jeremy Northam ... sr. Robert Chiltern
- John Wood ... Lord Caversham
- Peter Vaughan ... Phipps
- Ben Pullen	... Tommy Trafford
- Marsha Fitzalan ... condessa
- Lindsay Duncan ... sra. Markby
- Neville Phillips ... Mason
- Nickolas Grace ... visconde de Nanjac
- Simon Russell Beale... sir Edward
- Anna Patrick ... srta. Danvers
- Delia Lindsay ... lady Basildon

## Prêmios e indicações
Globo de Ouro 2000
- Indicado
  - Melhor ator - comédia ou musical (Rupert Everett)[3]
  - Melhor atriz - comédia ou musical (Julianne Moore)[3]

BAFTA 2000
- Indicado
  - Melhor roteiro adaptado[carece de fontes?]
  - Melhor figurino[carece de fontes?]
  - Melhor maquiagem[carece de fontes?]